# Montréal-Laurier
Montréal-Laurier est un ancien district provincial du Québec. Il a existé de 1912 à 1966.

## Historique

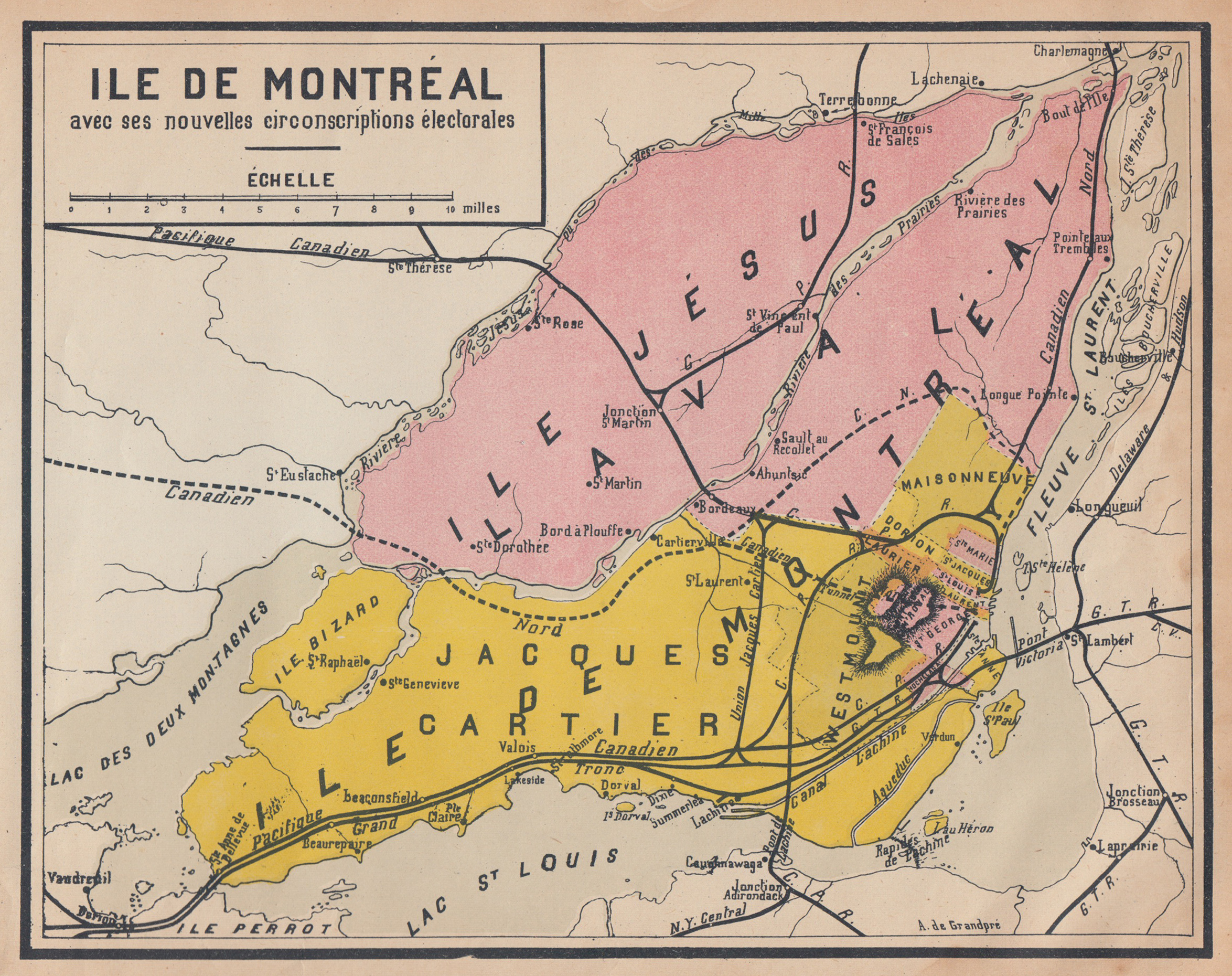
Carte des circonscriptions de l'île de Montréal en 1920. Montréal–Laurier (identifié Laurier sur la carte) est au centre-droit, en orange.

## Liste des députés
| Législature                             | Années    | Député        | Député                   | Parti           |
| --------------------------------------- | --------- | ------------- | ------------------------ | --------------- |
| Montréal-Laurier Créée depuis Hochelaga |           |               |                          |                 |
| 13e                                     | 1912–1916 |               | Napoléon Turcot          | Libéral         |
| 14e                                     | 1916–1919 |               | Napoléon Turcot          | Libéral         |
| 15e                                     | 1919–1923 | Ernest Poulin |                          | Libéral         |
| 16e                                     | 1923–1927 |               | Alfred Duranleau         | Conservateur    |
| 17e                                     | 1927–1931 |               | Ernest Poulin            | Libéral         |
| 18e                                     | 1931–1935 |               | Ernest Poulin            | Libéral         |
| 19e                                     | 1935–1936 |               | Zénon Lesage             | ALN             |
| 20e                                     | 1936–1939 |               | Charles-Auguste Bertrand | Libéral         |
| 21e                                     | 1939–1944 | Paul Gauthier |                          | Libéral         |
| 22e                                     | 1944–1948 |               | André Laurendeau         | Bloc populaire  |
| 23e                                     | 1948–1952 |               | Paul Provençal           | Union nationale |
| 24e                                     | 1952–1954 |               | Paul Provençal           | Union nationale |
| 24e                                     | 1955–1956 | Arsène Gagné  |                          | Union nationale |
| 25e                                     | 1956–1960 | Arsène Gagné  |                          | Union nationale |
| 26e                                     | 1960–1962 |               | René Lévesque            | Libéral         |
| 27e                                     | 1962–1966 |               | René Lévesque            | Libéral         |
| Dissoute dans Laurier                   |           |               |                          |                 |

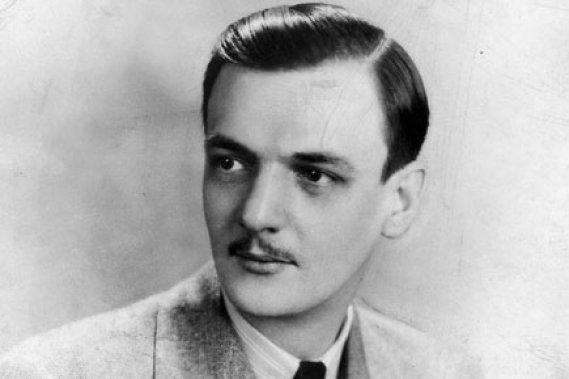
André Laurendeau, député de Montréal-Laurier de 1944 à 1948.
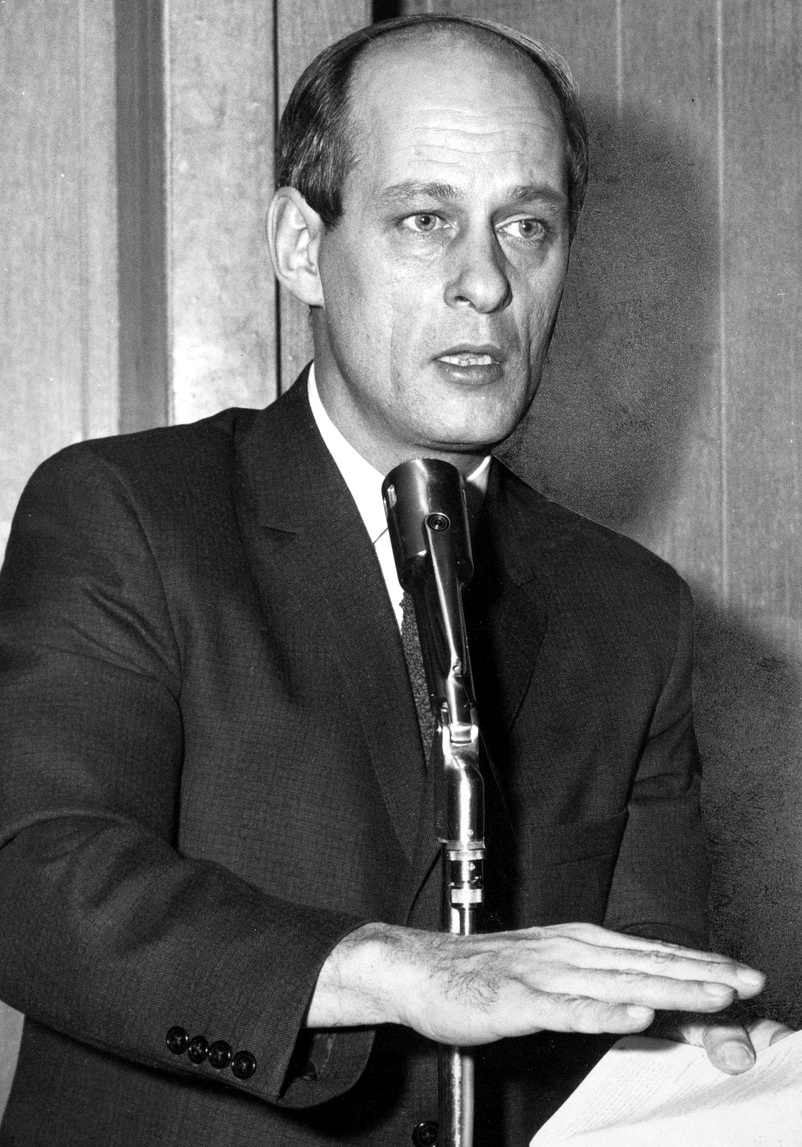
René Lévesque, député de Montréal-Laurier de 1960 à 1966.

## Résultats
|       | Nom                  | Parti        | Nombre de voix | %      | Maj. |
| ----- | -------------------- | ------------ | -------------- | ------ | ---- |
|       | Napoléon Turcot      | Libéral      | 1 907          | 46,3 % | 346  |
|       | Alban Germain        | Conservateur | 1 561          | 37,9 % | -    |
|       | Georges-Raoul Brunet | Ouvrier      | 647            | 15,7 % | -    |
| Total | Total                | Total        | 4 115          | 100 %  |      |

|       | Nom                       | Parti        | Nombre de voix | %     | Maj.  |
| ----- | ------------------------- | ------------ | -------------- | ----- | ----- |
|       | Napoléon Turcot (sortant) | Libéral      | 2 847          | 72 %  | 1 742 |
|       | Joseph-Adélard Ouimet     | Conservateur | 1 105          | 28 %  | -     |
| Total | Total                     | Total        | 3 952          | 100 % |       |

|       | Nom                       | Parti               | Nombre de voix | %      | Maj. |
| ----- | ------------------------- | ------------------- | -------------- | ------ | ---- |
|       | Ernest Poulin             | Libéral             | 1 840          | 41,9 % | 420  |
|       | Napoléon Turcot (sortant) | Libéral             | 1 420          | 32,3 % | -    |
|       | Wilfrid Lajeunesse        | Ouvrier             | 623            | 14,2 % | -    |
|       | Lucien Gauvreau           | Libéral indépendant | 513            | 11,7 % | -    |
| Total | Total                     | Total               | 4 396          | 100 %  |      |

|       | Nom                     | Parti        | Nombre de voix | %     | Maj. |
| ----- | ----------------------- | ------------ | -------------- | ----- | ---- |
|       | Alfred Duranleau        | Conservateur | 2 094          | 54 %  | 622  |
|       | Ernest Poulin (sortant) | Libéral      | 1 472          | 38 %  | -    |
|       | Hector Perrier          | Libéral      | 310            | 8 %   | -    |
| Total | Total                   | Total        | 3 876          | 100 % |      |

|       | Nom                        | Parti        | Nombre de voix | %      | Maj. |
| ----- | -------------------------- | ------------ | -------------- | ------ | ---- |
|       | Ernest Poulin              | Libéral      | 2 351          | 51,4 % | 128  |
|       | Alfred Duranleau (sortant) | Conservateur | 2 223          | 48,6 % | -    |
| Total | Total                      | Total        | 4 574          | 100 %  |      |

|       | Nom                     | Parti        | Nombre de voix | %      | Maj.  |
| ----- | ----------------------- | ------------ | -------------- | ------ | ----- |
|       | Ernest Poulin (sortant) | Libéral      | 3 565          | 58,3 % | 1 426 |
|       | Joseph Proulx           | Conservateur | 2 139          | 35 %   | -     |
|       | Joseph K. Mergler       | Ouvrier      | 416            | 6,8 %  | -     |
| Total | Total                   | Total        | 6 120          | 100 %  |       |

|       | Nom                     | Parti               | Nombre de voix | %      | Maj. |
| ----- | ----------------------- | ------------------- | -------------- | ------ | ---- |
|       | Zénon Lesage            | ALN                 | 2 471          | 35 %   | 872  |
|       | David Wolfe             | Ouvrier             | 1 599          | 22,6 % | -    |
|       | Ernest Poulin (sortant) | Libéral             | 1 594          | 22,6 % | -    |
|       | J.-Albert Gélinas       | Libéral indépendant | 1 397          | 19,8 % | -    |
| Total | Total                   | Total               | 7 061          | 100 %  |      |

|       | Nom                      | Parti           | Nombre de voix | %      | Maj. |
| ----- | ------------------------ | --------------- | -------------- | ------ | ---- |
|       | Charles-Auguste Bertrand | Libéral         | 3 472          | 50,1 % | 14   |
|       | Zénon Lesage (sortant)   | Union nationale | 3 458          | 49,9 % | -    |
| Total | Total                    | Total           | 6 930          | 100 %  |      |

|       | Nom                           | Parti           | Nombre de voix | %      | Maj.  |
| ----- | ----------------------------- | --------------- | -------------- | ------ | ----- |
|       | Paul Gauthier                 | Libéral         | 5 050          | 51 %   | 1 028 |
|       | Zénon Lesage (sortant)        | Union nationale | 4 022          | 40,6 % | -     |
|       | Joseph-François-Marcel Poulin | ALN             | 824            | 8,3 %  | -     |
| Total | Total                         | Total           | 9 896          | 100 %  |       |

|       | Nom                     | Parti                       | Nombre de voix | %      | Maj. |
| ----- | ----------------------- | --------------------------- | -------------- | ------ | ---- |
|       | André Laurendeau        | Bloc populaire              | 9 540          | 34,6 % | 647  |
|       | Paul Gauthier (sortant) | Libéral                     | 8 893          | 32,3 % | -    |
|       | Eugène Poirier          | Union nationale             | 8 350          | 30,3 % | -    |
|       | Albert Lawton Henderson | Commonwealth coopératif     | 438            | 1,6 %  | -    |
|       | Rolland Jarry           | Union nationale indépendant | 333            | 1,2 %  | -    |
| Total | Total                   | Total                       | 27 554         | 100 %  |      |

|       | Nom               | Parti               | Nombre de voix | %      | Maj.  |
| ----- | ----------------- | ------------------- | -------------- | ------ | ----- |
|       | Paul Provençal    | Union nationale     | 17 234         | 58,7 % | 7 176 |
|       | Michel Normandin  | Libéral             | 10 058         | 34,2 % | -     |
|       | Maurice Piché     | Union des électeurs | 1 236          | 4,2 %  | -     |
|       | F.-Avila Panneton | Libéral indépendant | 855            | 2,9 %  | -     |
| Total | Total             | Total               | 29 383         | 100 %  |       |

|       | Nom                        | Parti                   | Nombre de voix | %      | Maj.  |
| ----- | -------------------------- | ----------------------- | -------------- | ------ | ----- |
|       | Paul Provençal (sortant)   | Union nationale         | 14 595         | 49,7 % | 1 791 |
|       | Germain-Joseph-R. Charland | Libéral                 | 12 804         | 43,6 % | -     |
|       | F.-Avila Panneton          | Libéral indépendant     | 1 549          | 5,3 %  | -     |
|       | Amédée Jasmin              | Commonwealth coopératif | 436            | 1,5 %  | -     |
| Total | Total                      | Total                   | 29 384         | 100 %  |       |

|       | Nom                        | Parti            | Nombre de voix | %      | Maj.  |
| ----- | -------------------------- | ---------------- | -------------- | ------ | ----- |
|       | Arsène Gagné               | Union nationale  | 11 277         | 58,8 % | 3 580 |
|       | Germain-Joseph-R. Charland | Libéral          | 7 697          | 40,2 % | -     |
|       | Lucien Gaboury             | Ouvrier          | 132            | 0,7 %  | -     |
|       | Albert Vaillancourt        | Indépendant      | 64             | 0,3 %  | -     |
|       | Bernard Goulet             | Sans désignation | 0              | 0 %    | -     |
|       | Paul Vézina                | Sans désignation | 0              | 0 %    | -     |
| Total | Total                      | Total            | 19 170         | 100 %  |       |

|       | Nom                    | Parti               | Nombre de voix | %      | Maj.  |
| ----- | ---------------------- | ------------------- | -------------- | ------ | ----- |
|       | Arsène Gagné (sortant) | Union nationale     | 17 154         | 60,3 % | 7 491 |
|       | Pierre Laporte         | Indépendant         | 9 663          | 33,9 % | -     |
|       | François Darche        | Libéral             | 986            | 3,5 %  | -     |
|       | Lionel Laporte         | Libéral indépendant | 666            | 2,3 %  | -     |
|       | Raoul Gagnon           | Sans désignation    | 0              | 0 %    | -     |
| Total | Total                  | Total               | 28 469         | 100 %  |       |

|       | Nom                    | Parti               | Nombre de voix | %      | Maj. |
| ----- | ---------------------- | ------------------- | -------------- | ------ | ---- |
|       | René Lévesque          | Libéral             | 14 012         | 47,8 % | 129  |
|       | Arsène Gagné (sortant) | Union nationale     | 13 883         | 47,4 % | -    |
|       | René Lévesque          | Libéral indépendant | 910            | 3,1 %  | -    |
|       | Jacques Tozzi          | Indépendant         | 489            | 1,7 %  | -    |
|       | Maurice Breault        | Sans désignation    | 0              | 0 %    | -    |
| Total | Total                  | Total               | 29 294         | 100 %  |      |

|       | Nom                     | Parti              | Nombre de voix | %      | Maj.  |
| ----- | ----------------------- | ------------------ | -------------- | ------ | ----- |
|       | René Lévesque (sortant) | Libéral            | 15 837         | 58,2 % | 4 563 |
|       | Mario Beaulieu          | Union nationale    | 11 274         | 41,4 % | -     |
|       | Hertel La Rocque        | Action provinciale | 117            | 0,4 %  | -     |
| Total | Total                   | Total              | 27 228         | 100 %  |       |